# Coll de Masió
El Coll de Masió o de Masiot és un coll a 841,7 m. alt. del terme municipal de Tremp, a dins de l'antic terme de Fígols de Tremp.
Està situat a ponent de lo Masiot i dels Corrals del Masiot, a l'extrem nord-oriental de la Serra del Masiot, al sud-est del Mas de Faro, situat en el punt quilomètric 5,7 de la carretera C-1311.